# Rhynchospora longisetis
Rhynchospora longisetis är en halvgräsart som beskrevs av Robert Brown. Rhynchospora longisetis ingår i släktet småag, och familjen halvgräs. Inga underarter finns listade i Catalogue of Life.